# Hicham Zerouali
Hicham Zerouali (arabisch هشام زروالي, DMG Hišām Zarwālī; * 17. Januar 1977 in Rabat; † 5. Dezember 2004 ebenda) war ein marokkanischer Fußballspieler.

## Leben
Zerouali begann in seinem Heimatland mit dem Fußballspiel. Im Oktober 1999 wechselte der Stürmer für eine Ablösesumme von 450.000 Pfund Sterling von FUS Rabat zum schottischen Erstligisten FC Aberdeen. Mit ihm stand er 2000 im schottischen Pokalfinale und erreichte in der Saison 2001/02 Platz 3 der Scottish Premier League. Als erster Spieler durfte er mit der Rückennummer 0 auflaufen, nachdem ihm seine Fans den Spitznamen Zero gegeben hatten.
Zerouali bestritt 17 Länderspiele (drei Tore) für die marokkanische Fußballnationalmannschaft, nachdem er zuvor schon in der Juniorennationalmannschaft und in der Olympiaauswahl Marokkos gestanden hatte. 2002 nahm er mit der Nationalelf am Afrika-Cup in Mali teil. 
Im Juli 2002 ging Zerouali zum saudi-arabischen Erstligisten al-Nasr FC. Nach einem Jahr kehrte er in seine Heimat zurück und spielte bis zu seinem Tod beim Erstligisten FAR Rabat. Nach zahlreichen Verletzungen konnte er hier wieder an seine frühere Stärke anknüpfen und feierte einen Monat vor seinem Tod mit dem Gewinn des marokkanischen Pokals den größten Erfolg seiner Karriere.
Zerouali kam am 5. Dezember 2004 bei einem Verkehrsunfall ums Leben, als er die Kontrolle über seinen Wagen verlor und gegen einen Baum fuhr. Er wurde 27 Jahre alt.